# Petar Tantilow

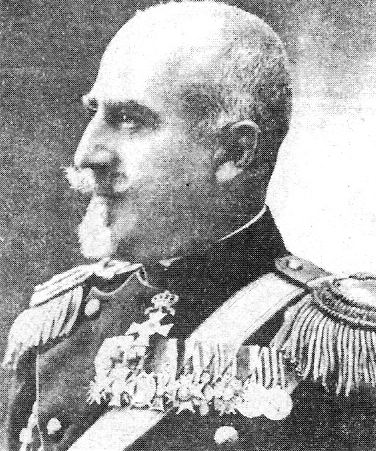
Petar Tantulow

Petar Markow Tantilow (auch Petar Markov Tantilov geschrieben, bulgarisch Петър Марков Тантилов; * 3. Novemberjul. / 15. November 1861greg. in Karlowo, damals Osmanisches Reich; † 3. Mai 1937 in Sofia, Bulgarien) war ein bulgarischer Offizier.

## Leben
Petar Tantilow wurde am 3. Novemberjul. / 15. November 1861greg. in der süddbulgarischen Stadt Karlowo geboren. Nach der Befreiung Bulgariens absolvierte er 1879 den ersten Jahrgang der Militärakademie in der bulgarischen Hauptstadt und wurde 1880 zum Hauptmann ernannt. 1844 absolvierte er die Militärjuristische Akademie Sankt Petersburg im Bereich Artillerie.

### Vereinigung Bulgariens und Serbisch-Bulgarischer Krieg
Nach der Vereinigung Bulgariens am 6. Septemberjul. / 18. September 1886greg. wurde Tantilow zum Befehlshaber der 5. Batterie des 1. Artillerieregiments ernannt. Da sich die bulgarische Armee auf einen Krieg mit dem Osmanischen Reich vorbereitet hatte, waren die Hauptstreitkräfte in der ehemaligen osmanischen Provinz Ostrumelien konzentriert, als unerwartet am 1. Novemberjul. / 13. November 1885greg. Serbien, unterstützt von Österreich-Ungarn, Bulgarien den Krieg erklärte.
Im darauffolgenden Serbisch-Bulgarischen Krieg marschierte die Einheit von Tantilow die Strecke vom Bahnhof Saranbej in Ostrumelien (heute Septemwri) bis Sliwniza, insgesamt 135 km, in zwei (die Kavallerie) bzw. drei Tagen (Infanterie). So konnte er im entscheidenden Moment am Schlachtfeld bei Sliwniza eintreffen, wo er am Südflügel unter Hauptmann Christo Popow die 5. Batterie des 1. Artillerieregiments befehligte. Im weiteren Verlauf des Krieges nahm er an den Kämpfen von Gurgoljat und Keltasch teil, wofür er mit dem Militärorden für Tapferkeit VI. Klasse geehrt wurde.
Nach dem Krieg wurde er Kommandeur des 3. Plowdiw-Artillerieregiments. Ein Jahr später wurde der bulgarische Fürst Alexander I. durch einen von Russland initiierten Offiziersputsch zur Abdankung gezwungen und nach Russland in die Gefangenschaft gebracht. An dem Gegenputsch, geführt vom Parlamentspräsidenten Stefan Stambolow, beteiligte sich in Plowdiw Tantilow mit seinem Regiment aktiv. 1887 wurde er Inspektor der gesamten bulgarischen Artillerie und am 1. Mai wurde er zum Major ernannt.
Am 18. August 1889 wurde Tantilow zum Oberstleutnant ernannt. 1892, nach einem Konflikt mit dem bulgarischen Fürsten Ferdinand I., beendete er seine militärische Laufbahn, kehrte jedoch 1898 als Kommandeur der bulgarischen Artillerie zurück. Ebenfalls im Jahre 1898 wurde Tantilow Kommandeur der Gebirgsjägerartillerie. 1901 wurde er zum Oberst ernannt. 1904 wurde er Kommandeur des 7. Artillerieregiments und zwei Jahre später des 4. Artillerieregiments. 1908 absolvierte er die Offiziersakademie in Turin, Italien. 1911 wurde er Inspektor aller Truppen der bulgarischen Armee.

### Balkankriege und Erster Weltkrieg
Im Ersten Balkankrieg (1912–1913) befehligte Tantilow die Artillerie der 3. bulgarischen Armee, welche über das Strandscha-Gebirge im türkischen Ostthrakien einfiel. Er nahm dabei an der Schlacht von Lüleburgaz, an der Schlacht von Bunarchisar und an der Schlacht von Lozengrad teil. Im Zweiten Balkankrieg (1913) kämpfte er bei Tran erneut erfolgreich gegen serbische Einheiten. Nach dem Krieg wurde er zum Generalmajor ernannt und ging am 5. Dezember 1914 in die Reserve über.
Anfang des Ersten Weltkrieges (1915–1918) wurde Tantilow wie weitere Offiziere der Reserve mobilisiert. Zwischen 1915 und 1916 war er zunächst Leiter des 1. Divisionsgebietes, dann Leiter der Niš-Verteidigungslinie, Leiter der Zentralen Nachhutleitung und anschließend in der Generalstab tätig. Zwischen 1916 und 1918 war Tantilow bulgarischer Vertreter in der Militärleitung Rumäniens.
1918 beendete er seine Karriere in der Armee mit dem Dienstgrad Generalleutnant.

## Auszeichnungen
- Militärorden für Tapferkeit III. und VI. Klasse
- Bulgarischer St. Alexander-Orden, III. und VI. Klasse
- Bulgarischer Militär-Verdienstorden III. Klasse